# Conus visagenus
Espèce
Statut de conservation UICN

 LC  : Préoccupation mineure
Conus visagenus est une espèce de mollusques gastéropodes marins de la famille des Conidae.
Comme toutes les espèces du genre Conus, ces escargots sont prédateurs et venimeux. Ils sont capables de « piquer » les humains et doivent donc être manipulés avec précaution, voire pas du tout.

## Description
La taille de la coquille varie entre 17 mm et 32 mm.

## Distribution
Cette espèce marine est présente au large de l'Afrique du Sud.

### Niveau de risque d’extinction de l’espèce
Selon l'analyse de l'UICN réalisée en 2011 pour la définition du niveau de risque d'extinction, cette espèce est endémique à l'Afrique du Sud, et se trouve de Coffee Bay à Durban. Cette espèce est limitée dans son aire de répartition et est intrinsèquement rare dans la nature, mais n'est actuellement confrontée à aucune menace. Elle a un habitat en eau profonde et bénéficie de la protection d'une législation stricte sur le dragage au Natal. Elle a donc été classée dans la catégorie "préoccupation mineure".

## Taxonomie

### Publication originale
L'espèce Conus visagenus a été décrite pour la première fois en 1974 par le malacologiste sud-africain Richard Neil Kilburn (d),.

### Synonymes
- Conus (Plicaustraconus) visagenus Kilburn, 1974 · appellation alternative
- Conus (Rhizoconus) visagenus Kilburn, 1974 · non accepté
- Pictoconus visagenus (Kilburn, 1974) · non accepté
- Plicaustraconus visagenus (Kilburn, 1974) · non accepté